# O Street Market
O Street Market, también conocido como Northern Market, es una estructura histórica ubicada en 1400 7th Street NW en el vecindario Shaw de Washington D. C. (Estados Unidos). Fue construido en 1881 y es uno de los tres mercados públicos del siglo XIX que sobreviven en el ciudad, junto con Eastern Market y Georgetown Market. Fue incluido en el Inventario de Sitios Históricos del Distrito de Columbia en 1968 y en el Registro Nacional de Lugares Históricos en 1995. El elemento arquitectónico más distintivo del edificio neogótico es su torre en la esquina de las calles 7 y O.
Durante décadas fue un destino de compras vital para los residentes de la zona. Tras la Segunda Guerra Mundial, comenzó a deteriorarse junto con el vecindario. Sufrió daños leves durante los disturbios de 1968 en Washington D. C. y fue reabierto en 1980. Las más recientes renovaciones debían comenzar en 2003, pero en febrero de ese año el techo se vino abajo tras una nevada histórica. Una década más tarde reabrió como parte de un desarrollo de uso mixto de 325 millones de dólares, City Market at O.

## Historia

### Siglo XIX
Tras la Guerra de Secesión, los funcionarios del gobierno local encabezado por el director de la Junta de Obras Públicas, Alexander "Boss" Shepherd, buscaron cambiar la imagen de Washington D. C., como una ciudad pequeña y poco atractiva. Shepherd quería reemplazar los mercados públicos con nuevas instalaciones de ladrillos en vecindarios densamente poblados. Uno de los más antiguos, el Northern Liberties Market en Mount Vernon Square, fue arrasado en 1872. Muchos vendedores se negaron a abandonar el mercado y varios murieron durante la demolición. Con la ayuda de empresarios, otros proveedores iniciaron la Northern Liberty Market Company (NLMC), que en 1875 abrió un nuevo mercado público en las calles 5t y K NW, en lo que es el actual barrio de Mount Vernon Triangle.
Sin embargo, Shepherd siguió adelante con sus planes para un mercado público y asignó terrenos para la instalación en la esquina suroeste de Square 446 (una cuadra delimitada por las calles 6, 7, O y P NW). Como hizo con muchos proyectos de renovación urbana, otorgó contratos a empresas de las que era accionista. Cuando se descubrió esta práctica corrupta, fue relevado de su cargo y se abandonaron muchos de los proyectos que encabezó, incluido el nuevo mercado.
El Northern Liberties Market tuvo problemas financieros, ya que muchos residentes lo encontraron demasiado lejos del distrito comercial de la calle 7. La NLMC buscó reubicarse y en 1881 compró la esquina suroeste de Square 422 (una cuadra de la ciudad delimitada por las calles 7, 8, O y P al noroeste). El carnicero Michael Hoover era dueño de Square 422 a principios del siglo XIX y se lo vendió al impresor Andrew Rothwell hacia 1845. Este hizo muchas mejoras y agregó jardines que se conocieron popularmente como los Jardines de Rothwell. La NLMC solicitó permisos de construcción por 15 000 dólares (402 259 dólares en 2020) para un edificio de ladrillos de un piso el 31 de mayo de 1881. El permiso fue firmado por el presidente de la NLMC, Jesse B. Wilson. El nuevo edificio se denominó O Street Market para evitar confusiones con los demás mercados de la empresa.

### sigloXX

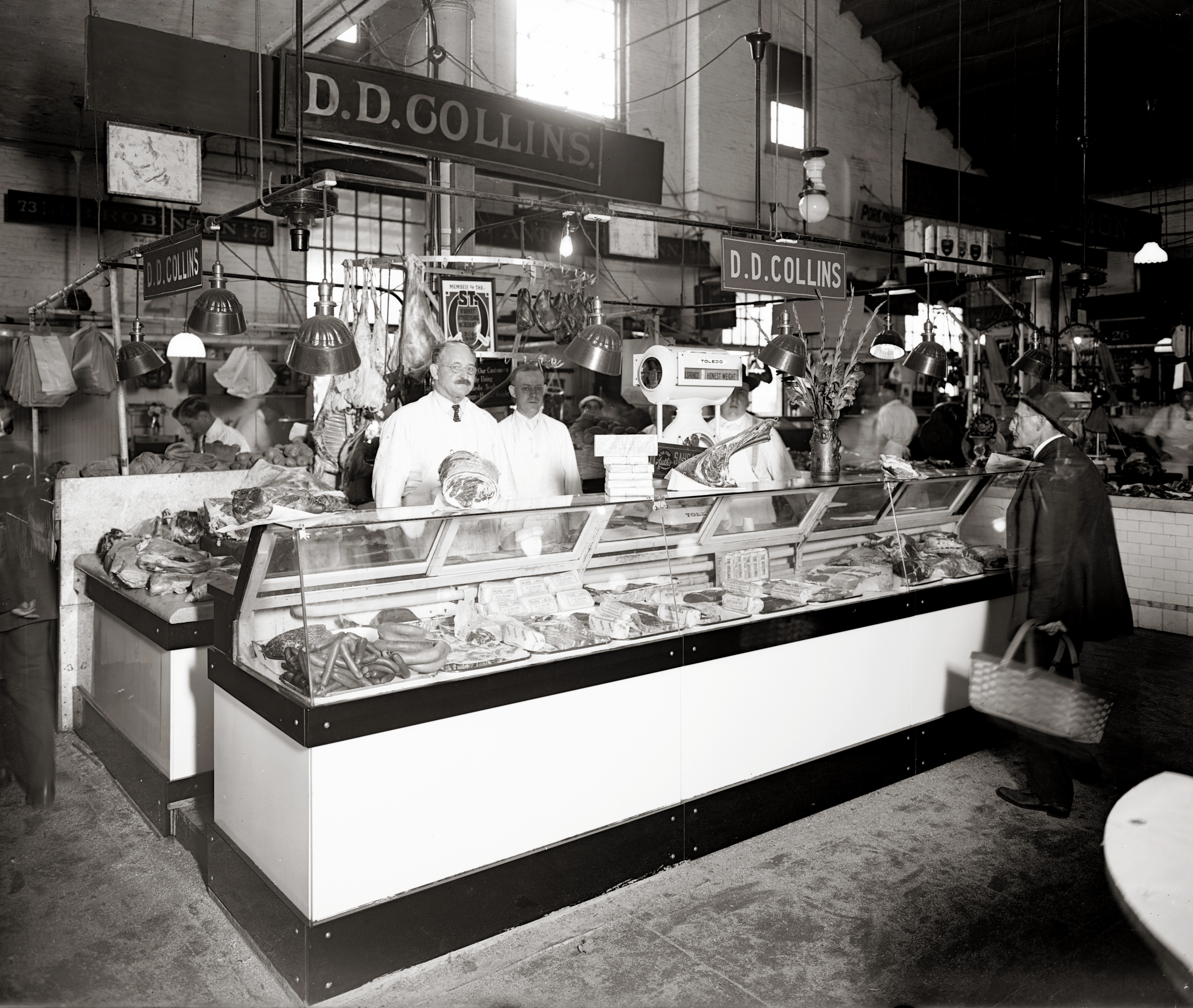
Un puesto de carne en O Street Market, 1915

El área que rodea el mercado de la calle O, conocida como Shaw, fue demográficamente mixta. La población blanca incluía un gran número de inmigrantes alemanes, muchos de los cuales eran vendedores en el mercado. La cella 7 NW era el corazón de la comunidad judía y un número significativo de afroamericanos vivía en el vecindario. El mercado continuó prosperando incluso cuando la naturaleza demográfica y minorista del vecindario de la zona cambió drásticamente. En los años 1920, Shaw era abrumadoramente negro, los vendedores negros habían suplantado a los minoristas germano-estadounidenses en el mercado, y los negocios operados y propiedad de negros formaron nuevos corredores minoristas a lo largo de las calles 7, 9 y 14 entre P y U. 
El mercado y el barrio de Shaw se deterioraron tras la Segunda Guerra Mundial. En los años 1960, el mercado se enfrentó a una fuerte competencia de las tiendas de comestibles modernas y cayó en mal estado. Los residentes locales protestaron contra el mercado, lo que llevó a la ciudad a hacer cumplir las regulaciones de limpieza y los códigos de construcción en las instalaciones.
En 1966, el Distrito de Columbia, la Comisión Nacional de Planificación de la Capital y la Agencia de Reurbanización de Tierras (RLA; una agencia conjunta ciudad-federal que supervisa la reurbanización en la ciudad) crearon el Área de Renovación Urbana de Shaw. Los disturbios de 1968 causaron solo daños menores al edificio, pero este no reabrió. Su cierre y el de muchos otros negocios cercanos causó la decadencia generalizada del vecindario y dejó a los residentes locales sin fácil acceso a locales. En 1972, el Consejo del Distrito de Columbia aprobó un plan de 30,4 millones de dólares (202,6 millones de dólares en 2020) que, en parte, preveía la compra del O Street Market y su demolición. Se planeó un moderno centro comercial para el sitio. La RLA compró la propiedad a la NLMC. Aunque los residentes del vecindario querían derribar el mercado, la RLA se negó a ordenar su destrucción. En 1974, la RLA propuso renovar el O Street Market y convertirlo en la pieza central minorista de un vecindario de Shaw revivido. La agencia otorgó un contrato de 338 974 dólares (1 778 813 dólares en 2020) en junio de 1974 a la firma James Cox & Sons para renovar la estructura.
En 1977, el empresario afroamericano local James C. Adkins compró el mercado y el resto de Square 422 por 200 000 dólares (854 146 en dólares de 2020) A su vez, comenzó la construcción de una tienda de comestibles moderna junto al O Street Market, y recibió un préstamo de 1,75 millones de dólares (74,7 millones de dólares en 2020) de la Administración de Desarrollo Económico federal para ayudar a renovar el edificio del mercado de 1881. Adkins dijo que agregaría puestos dentro y fuera del mercado y los arrendaría a alimentos y otros vendedores. La renovación de la estructura histórica fue más costosa de lo previsto, y Adkins se vio obligado a buscar 300 000 dólares adicionales (1 069 739 dólares en 2020) en 1979 para completar su rehabilitación. Adkins, que también había comprado Square 426, solicitó con éxito a la Comisión Nacional de Planificación de la Capital que cerrara la calle 8 entre las calles P y O NW. También planeó convertir la calle en un centro comercial peatonal, un estacionamiento y un área ajardinada. Giant Food abrió el 10 de octubre de 1979, y el O Street Market reabrió el 23 de febrero de 1980.
El 31 de marzo de 1994, durante la ola de crímenes de dos décadas de los años ochenta y noventa, el mercado de la calle O fue el escenario de un tiroteo mortal. Kevin Aaron McCrimmon, de 17 años, pagó a cinco jóvenes para que mataran a Duwan A'Vant, de 15 años, quien era conocido por frecuentar el mercado, con el argumento de que le había robado un automóvil. Hacia las 7 de la noche, los cinco hombres entraron al mercado y dispararon más de 30 rondas, con lo que mataron a A'Vant e hiriendo a otros ocho personas (incluido un niño y dos ancianas). Aunque hubo 399 homicidios en la ciudad ese año, ese hecho conmocionó a los residentes porque fue un ataque muy crudo y en un lugar público.
A fines de los años 1990, el O Street Market se había vuelto una vez más decadente. La estructura cayó en mal estado, la basura se acumuló, muchos vendedores eran ocupantes ilegales, y narcotraficantes y pandilleros merodeaban cerca, ahuyentando a los clientes. El propietario del edificio se retrasó en el pago de impuestos, y la ciudad amenazó con colocar un gravamen sobre el edificio e hipotecarlo.
Debido a que O Street Market es uno de los tres edificios de mercado público del siglo XIX que quedan en Washington D. C., fue incluido en el Registro Nacional de Lugares Históricos el 28 de abril de 1995. Anteriormente se agregó al Inventario de Sitios Históricos del Distrito de Columbia el 24 de julio de 1968.

### sigloXXI

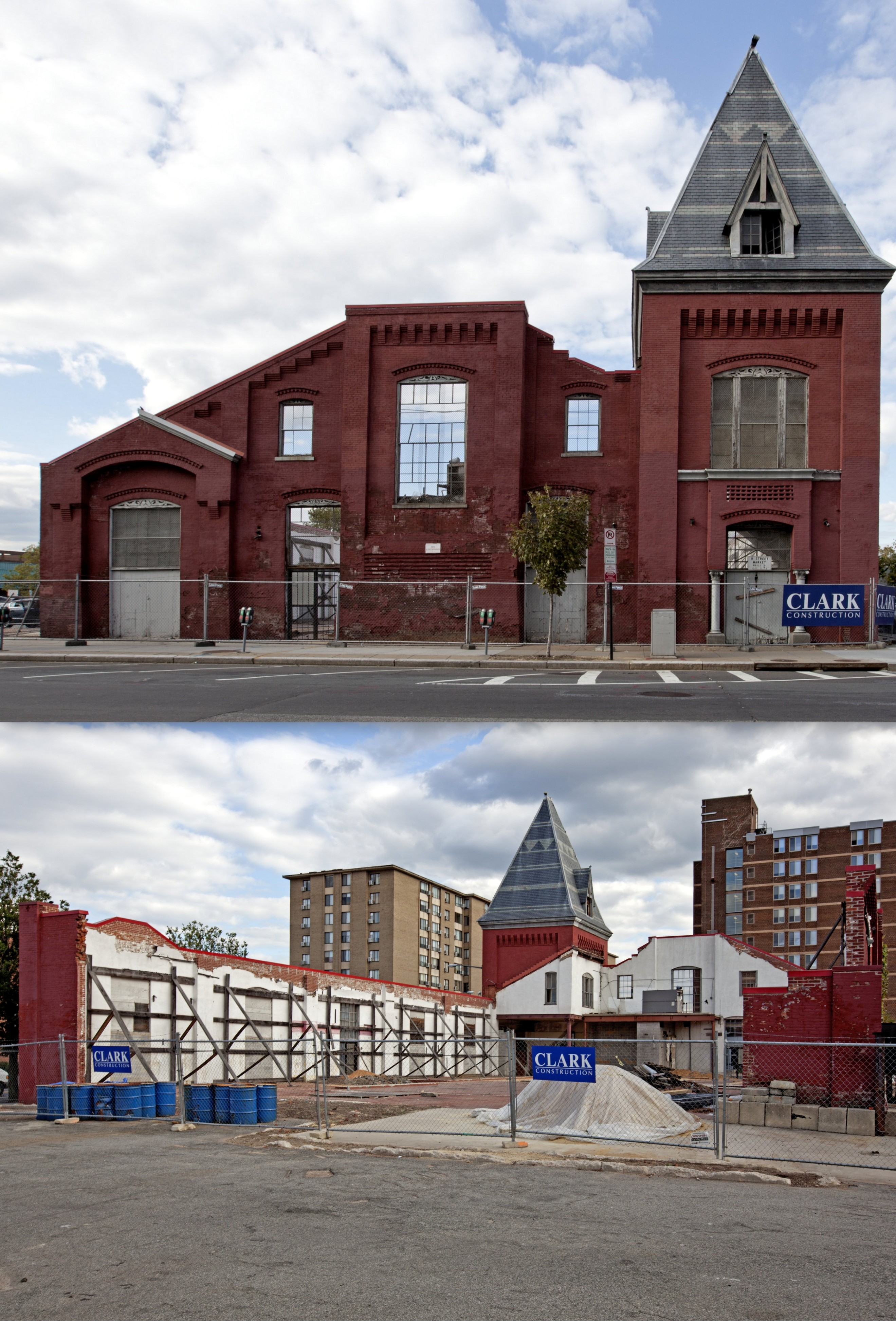
O Street Market en 2010, siete años después del colapso del techo.

En 2001, la firma local Roadside Development compró el edificio con planes para rehabilitarlo junto con Madison Retail Group. Propusieron el cierre parcial de una plaza de 12 m en la calle 8 para ser reemplazada por una acera, un estacionamiento y un espacio comercial, así como la adición de nuevas ventanas en las paredes. La Junta de Revisión de Preservación Histórica de DC se negó a autorizar estos cambios, pero se aprobó la renovación del interior. Los últimos inquilinos, que consistían en pequeños restaurantes y tiendas, abandonaron la estructura a fines de 2002 en preparación para la remodelación que comenzaría en marzo o abril de 2003. El 18 de febrero de 2003, tras una histórica tormenta de nieve, el techo se derrumbó.
La remodelación del O Street Market se retrasó dos años ya que los desarrolladores buscaron cumplir con las demandas impuestas por la Junta de Revisión de Preservación Histórica. Los líderes de la comunidad y los residentes del vecindario pidieron regularmente que el proyecto se reanudara con la esperanza de que estimularía otro desarrollo y disminuiría la actividad de las pandillas en el área.
Roadside Development propuso una remodelación significativamente ampliada en junio de 2004 que incluía la mayor parte de Square 422. La empresa determinó que la única forma de hacer viable el mercado de la calle O era mejorar considerablemente el estacionamiento en el sitio. No podría hacerlo sin la construcción de un amplio estacionamiento subterráneo, y para construir el estacionamiento se requeriría la construcción de nuevos edificios adyacentes al O Street Market y al supermercado Giant Food. Inicialmente, la compañía propuso un proyecto de 100 millones de dólares que consistía en nuevas construcciones y renovaciones que agregarían condominios, apartamentos, un estacionamiento subterráneo de dos pisos y una tienda de comestibles nueva o renovada. En marzo de 2005, cuando Roadside Development ganó sus primeras revisiones de aprobación de diseño y zonificación, el plan se había expandido a un proyecto de 260 millones de dólares que incluía un hotel de 180 habitaciones, 300 condominios, 300 apartamentos, 700 espacios de estacionamiento subterráneo y 697 m² de nuevo local comercial. El O Street Market sería restaurado, renovado e incorporado a una nueva Giant Food de 6039 m². La propuesta también pedía que la ciudad reabriera la calle 8 NW.
La remodelación de O Street Market sufrió un revés en noviembre de 2007 cuando la Comisión de Zonificación del Distrito de Columbia exigió que la urbanización redujera la altura de los nuevos edificios a 27 m desde 34 m y se negó a reconsiderar su decisión. Los residentes locales denunciaron las acciones de la junta de zonificación, que percibieron como un peligro para el redesarrollo de su vecindario asolado por la pobreza. Después de que Roadside cumplió con los requisitos de altura al eliminar los áticos, la comisión de zonificación aprobó el proyecto a fines de marzo de 2008. El proyecto recibió sus aprobaciones finales de la Junta de Revisión de Preservación Histórica y la Oficina de Planificación de DC en abril y mayo de 2008.

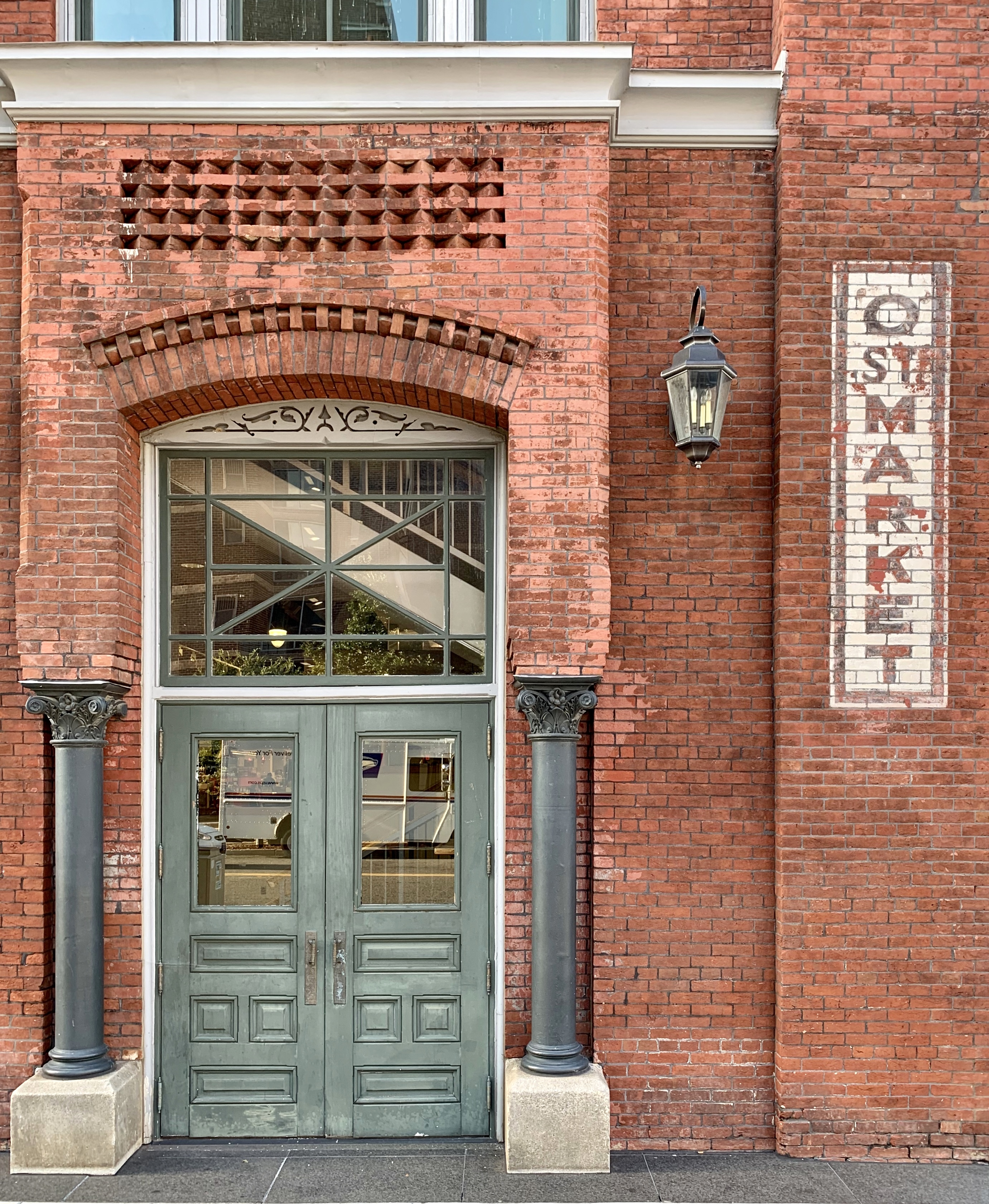
Puerta en la parte original del edificio del mercado después de la restauración.

A mediados del verano de 2008, el costo del proyecto había aumentado a 325 millones de dólares de dólares. Ahora llamado "City Market at O", el desarrollo de nueve pisos incluía más de 600 unidades de vivienda, un hotel de 200 habitaciones, espacio comercial y un nuevo supermercado Giant que casi duplica el tamaño de la tienda existente. El alcalde Adrian Fenty anunció que el gobierno de la ciudad proporcionaría 35 millones de dólares en financiamiento de incremento de impuestos (TIF) y se hicieron planes para comenzar a construir a fines de 2009. La ciudad también contribuyó con 1 millón de dólares para la construcción de apartamentos de alquiler controlado para residentes de bajos ingresos, y 1,5 millones de dólares en subvenciones previas al desarrollo. El aumento de los costos y las demoras aumentaron el costo del proyecto y, cuando el consejo de la ciudad actuó, el compromiso de TIF de la ciudad había aumentado a 46,5 millones de dólares.
La ceremonia oficial de inauguración del City Market se llevó a cabo el 1 de septiembre de 2010. El Departamento de Vivienda y Desarrollo Urbano (HUD) otorgó un préstamo de 117 millones de dólares para el desarrollo y la administración Obama eligió City Market at O como uno de los 14 proyectos a nivel nacional para recibir permisos acelerados y revisiones ambientales a fin de proporcionar cientos de trabajos de infraestructura. La tienda Giant Food cerró y fue arrasada a mediados de 2011, y Cambria Suites acordó operar el hotel en octubre. El proyecto fue diseñado por Shalom Baranes Associates y construido por Clark Construction.
El nuevo desarrollo se abrió por etapas a partir de 2013. El complejo de apartamentos de 90 unidades para personas de bajos ingresos se inauguró el 21 de agosto de 2013, y el edificio de apartamentos de lujo de 555 unidades fue ocupado el 4 de noviembre. Los edificios de apartamentos ofrecieron un total combinado de 7990 m² de espacio comercial. El nuevo Giant abrió sus puertas el 21 de noviembre de 2013. Los 6689 m² tienda de comestibles incluye una cafetería y un bar integrados en la histórica torre de O Street Market. En el medio de la tienda, los arcos que utilizan algunos de los ladrillos originales designan la ubicación anterior de la pared exterior del mercado. Progressive Grocer, una revista comercial de la industria, otorgó un premio al mejor diseño general a la nueva tienda Giant Food en 2014. En 2015, City Market at O fue ganador del concurso Global Awards for Excellence del Urban Land Institute. El hotel Cambria Suites de 182 habitaciones abrió sus puertas en mayo de 2014. La fase final del desarrollo, 880 P, es un edificio de apartamentos de 142 unidades que se completó en 2017.

## Diseño original
O Street Market anteriormente constaba de entre 1115 m² y 1161 m² en el nivel principal y 418 m² sótano. La fachada del edificio de ladrillo rectangular original de un piso es 29 m ancho y 46 m largo. La característica más distintiva de esta sección neogótica es la torre cuadrada en la esquina noroeste de las calles 7 y O NW. Un techo a dos aguas y un monitor corren a lo largo de la parte restante de la fachada original. Incluyendo la torre, hay seis tramos en la fachada de la calle 7 y cinco en la fachada de la calle O. En la fachada de la calle 7, cada tramo cuenta con un par de puertas y ventanas de popa. Los tramos de la fachada de la calle O también tienen puertas dobles y ventanas de travesaño, a excepción del tramo central, que proyecta y cuenta con un gran ventanal. El segundo y el cuarto tramos de ventana de la fachada de la calle O están coronados por ventanas de guillotina.
La torre está coronada con un gran techo piramidal y buhardillas. En cada fachada de la torre que da a la calle hay dos juegos de puertas con grandes ventanales. Cada juego de puertas está enmarcado por columnas rematadas con capiteles foliados de hierro fundido. Las columnas sostienen un saliente que presenta mampostería decorativa y un arco rebajado. Las ventanas del segundo nivel de la torre están coronadas por un panel decorativo de madera y una cornisa en voladizo